# Cymatophora insularis
Cymatophora insularis là một loài bướm đêm trong họ Geometridae.